# Palácio dos Veigas
O Palácio dos Veigas, igualmente conhecido como Casa dos Veigas, é um edifício histórico na cidade de Lagos, na região do Algarve, em Portugal.

## Descrição e história
O edifício situa-se na Rua da Estrema, no centro de Lagos. Tem vários elementos no estilo Barroco, destacando-se a mansarda, as pinturas murais na cobertura da sala de música, e o depósito de água.
O edifício foi construído nos finais do século XVIII. Em 1 de Abril de 1959, passou a albergar os serviços do Centro de Assistência Social Nossa Senhora do Carmo (futuro Centro de Assistência Social Lucinda Anino dos Santos), cuja renda era suportada parcialmente pelo Governo Civil de Faro, tendo esta instituição sido transferida para um edifício próprio em 1962.